# Hallstad ängar
Hallstad ängar är ett naturreservat som ligger cirka två kilometer väster om Rimforsa i Östergötland. Området ingår i EU:s nätverk för värdefull natur, Natura 2000.
Vid Hallstad ängar, som ligger vid sjön Järnlunden, finns en mycket fin slåtteräng. Där kan man finna många av de typiska växter som hör till slåtterängar. Exempel på växter som finns här är klasefibbla, svinrot, slåtterfibbla och nattviol.
På ängen finns drygt 200 hamlade lindar. Det är träd som förr kontinuerligt beskars där löven användes som vinterfoder åt boskap. Den här brukningsformen har nästan helt försvunnit i Sverige, men här vid Hallstad genomförs fortfarande hamlingen. Syftet är dels att bevara en gammal kulturhistorisk skötsel, men lika viktigt är att de hamlade träden ofta blir mycket gamla och därmed får ett högt naturvärde. I de här hammelstubbarna finns ofta många insekter, mossor och lavar.
Ingen annanstans på det svenska fastlandet finns det så många hamlade lindar som vid Hallstad, vilket ur den synpunkten gör reservatet unikt.
I reservatet finns också en välbesökt badstrand, som via en kort vandringsled kan nås från reservatets parkeringsplats. En del av reservatet kan nås med rullstol.
Hallstad ängar naturreservat förvaltas av Länsstyrelsen Östergötland.